# Листи до неї
Мала сюїта або Чотири листи до Неї та короткий зміст на початку — фортепіанна сюїта Нестора Нижанківського, написана 15.05.1924. Твір характерний своєю модерністичною музичною мовою, не пов'язаною з фольклором чи національними елементами. Тут Нижанківський застосовує еліптичні гармонії, атональні побудови, цілотонову модальність, квартові акордові структури. Фінальна частина циклу написана у формі фугетти.
Сюїта складається з 5 частин:
1. Зміст
2. Лист про ніжність її рук
3. Лист про силу
4. Лист про мрії
5. Лист про насмішку над самим собою